# Karolina Joachima Hiszpańska
Karolina Joachima Teresa Hiszpańska, port. Carlota Joaquina de Bourbon e Bourbon, hiszp. Carlota Joaquina de Borbón y Borbón (ur. 25 kwietnia lub 25 maja 1775 w Aranjuez, zm. 6 lub 7 stycznia 1830 w Queluz) – infantka Hiszpanii, Królowa Portugalii, Algarve i Brazylii.

## Życiorys
Najstarsza córka króla Hiszpanii, Karola IV Burbona (1748-1819) i jego żony, Marii Luizy Parmeńskiej (1751-1819). 8 maja 1785 oficjalnie poślubiła przyszłego króla Jana VI (drugiego syna królowej Marii I i Piotra III). Małżeństwo zostało skonsumowane dopiero 9 stycznia 1790 w Lizbonie.
W 1788 zmarł starszy brat Jana – książę Brazylii i Jan został pierwszym w kolejce następcą tronu. Wkrótce otrzymał tytuł księcia Brazylii i siedemnastego księcia Braganza. Między 1788 i 1816 Karolina Joachima znana była jako „księżna Brazylii”. Była kobietą ambitną i okrutną. W Brazylii podejmowała próby przejęcia władzy w hiszpańskiej części Ameryki Łacińskiej. Sama Hiszpania znajdowała się wtedy w strefie wpływów napoleońskiej Francji, a jej dwaj królowie byli przetrzymywani we Francji. Karolina Joachima sama siebie uważała za dziedziczkę swojej przetrzymywanej rodziny. Chciała wysłać armie do Buenos Aires i północnej Argentyny i chciała, aby nazywać ją „królową La Platy”. Portugalsko-brazylijskie siły zdołały jednak jedynie zaanektować wschodni brzeg rzeki – prowincję Cisplatinę (późniejszy Urugwaj).
W 1807 Portugalia żyła pogrążona w absolutyzmie, a wojska Napoleona przyniosły ze sobą zdobycze rewolucji francuskiej. W 1820 w Porto wybuchła rewolucja liberalna. Jej zasięg rozszerzyły Kortezy, które też w 1821 uchwaliły pierwszą w Portugalii konstytucję. W 1812 podobne rzeczy miały miejsce w rodzinnej Hiszpanii Karoliny Joachimy. Karolina Joachima miała konserwatywne poglądy, a jej mąż nie chciał łamać danego słowa i odwołać konstytucji. W 1821 portugalska rodzina królewska wróciła do Portugalii, po 14 latach nieobecności. Karolina Joachima odkryła, że kraj bardzo się zmienił. Sprzymierzyła się ze swoim młodszym synem, Miguelem, który podzielał jej poglądy. W 1824 ona i Miguel, który był dowódcą wojska, przejęli władzę, króla uwięzili w pałacu i chcieli zmusić do abdykacji na rzecz Miguela. Jan otrzymał pomoc brytyjską i odzyskał władzę. Zmusił też żonę i Miguela do opuszczenia kraju.
Krótko przed swoją śmiercią Jan nominował na przyszłą regentkę czwartą córkę – infantkę Izabelę Marię, mimo że funkcja regentki była tradycyjnie zarezerwowana dla królowej-wdowy. Karolina Joachima zmarła w pałacu Queluz.

## Potomstwo Karoliny Joachimy i Jana VI

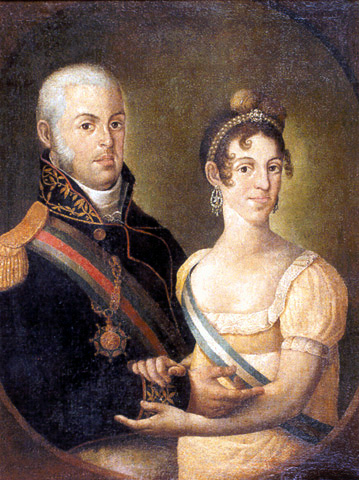
Karolina Joachima z mężem

- Maria Teresa, księżniczka Beira (1793-1874), poślubiła Piotra Karola Hiszpańskiego, a następnie infanta Don Carlosa, hrabiego Molina – pretendenta do tronu Hiszpanii, wdowca po Marii Franciszce
- Antoni (Francisco Antonio) (1795-1801), czwarty książę Beira
- Maria Izabela (1797-1818), poślubiła Ferdynanda VII Hiszpańskiego (swojego wuja)
- Piotr IV (1798-1834), książę Beira, książę Brazylii i Braganza
- Maria Franciszka (1800-1834), poślubiła infanta Don Carlosa, hrabiego Molina - pretendenta do tronu Hiszpanii, przyszłego męża Marii Teresy
- Izabela Maria da Conceição (1801-1876), regentka portugalska w 1826
- Michał I (1802-1866)
- Maria da Assunção (1805-1834)
- Anna de Jesus Maria (1806-1857), w 1827 poślubiła Józefa Barreto, księcia Loulé

## Genealogia
| 4. Karol III Hiszpański       |  |                            |  |  |                      |
|                               |  | 2. Karol IV Hiszpański     |  |  |                      |
| 5. Maria Amalia Wettyn        |  |                            |  |  |                      |
|                               |  |                            |  |  | 1. Karolina Joachima |
| 6. Filip I Parmeński          |  |                            |  |  |                      |
|                               |  | 3. Maria Ludwika Parmeńska |  |  |                      |
| 7. Ludwika Elżbieta Francuska |  |                            |  |  |                      |
|                               |  |                            |  |  |                      |